# Västra Frölunda IF (pallamano)
Il Västra Frölunda IF è una squadra di pallamano maschile svedese, con sede a Göteborg. In passato ha militato per 18 anni nella massima serie del campionato svedese, arrivando in finale nel 1971 e 1983, senza tuttavia vincere il titolo. Per problemi economici, nel 2002 è scesa in quarta serie.

## Palmarès
- Campionato svedese di pallamano outdoor: 1970 e 1973[1]
- Cupmästare svedese: 1984